# Bernalillo (Nowy Meksyk)
Bernalillo – miasto w Stanach Zjednoczonych, w stanie Nowy Meksyk, w hrabstwie Sandoval.